# 巨型短面袋鼠
巨型短面袋鼠是一屬生活在更新世澳洲的袋鼠，其模式種P. goliah為目前已知體型最大的袋鼠，站起來時高度可達超過2米（6.6英尺），體重則約為200—240（440—530磅）。本屬其他物種的體型則較小，其中Procoptodon gilli為體型最小的粗尾袋鼠亞科袋鼠，站起來高度僅有1米（3英尺3英寸）高。

## 棲息地
巨型短面袋鼠主要棲息於南澳州與新南威爾斯州的半乾燥地區，現今主要為無樹的風化沙丘。然而，在新南威爾斯州西部梅寧迪湖區，於巨型短面袋鼠所生存的更新世時具有較為濕冷的氣候，為硬葉林、林地、疏林草原與平原的地景鑲嵌體，而在梅寧迪外圍周遭則有沙丘存在。化石化的巨型短面袋鼠足跡也曾在坎加魯島發現。

## 外表

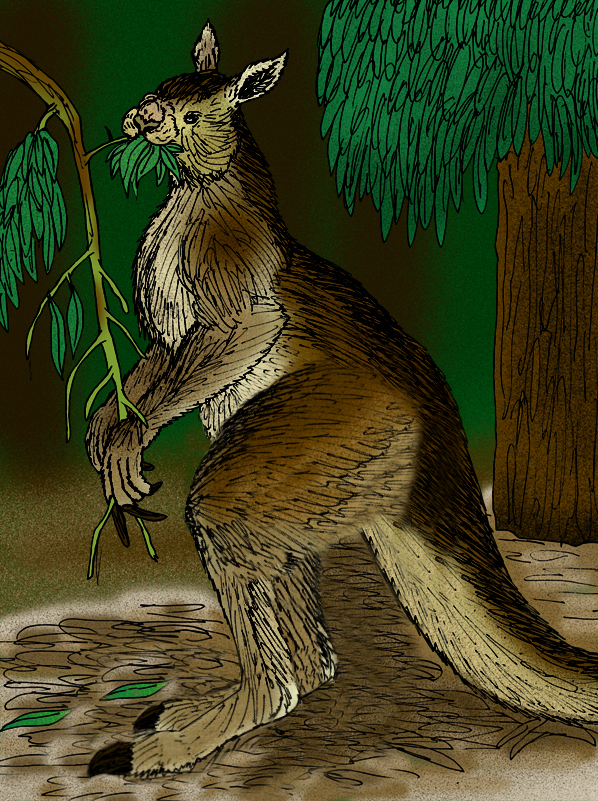
正在採食的巨型短面袋鼠（P. goliah）復原圖

巨型短面袋鼠的外型與現存袋鼠類似，但具有大於現存袋鼠的體型，其中最大型的P. goliah站起來高度可達2.7米（8英尺10英寸）、體重則可達240（530磅）；而現存體型最大的袋鼠為紅袋鼠的雄性個體高度則為2.0米（6英尺7英寸）、體重可達90（200磅）。巨型短面袋鼠具有較短而扁平的臉部與一對朝前的眼睛；足上僅有一趾，趾爪外型與馬蹄相似，適合穿梭於開放林地與平原。牠們的前掌有其中兩指特別長，並具有較大的爪子，適合用來抓取高處的樹枝並取食樹葉。

## 古生物學
巨型短面袋鼠的化石發現於澳洲南部的納拉寇特洞穴國家公園、新南威爾斯州梅寧迪湖區、昆士蘭大令草原等地。目前於澳洲博物館展有完整尺寸大小的巨型短面袋鼠模型。
巨型短面袋鼠是側系群，從短鼻粗尾袋鼠屬演化而來:285。

### 活動能力

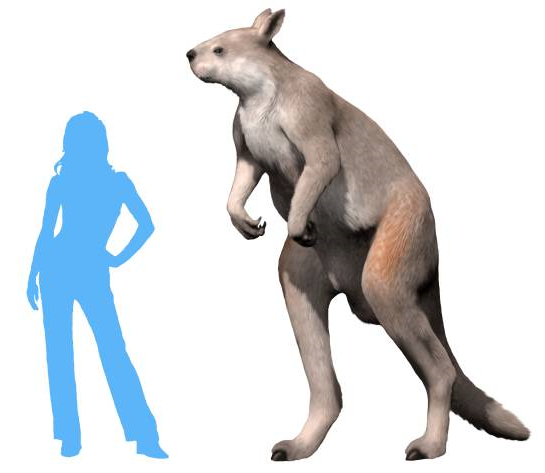
巨型短面袋鼠與人類的體型比較

P. goliah並無法像現存的袋鼠那樣跳躍前進，這意味著牠們的移動速度比不上現存的袋鼠。較寬大的臀部與髁關節，能夠更大的扭轉力道，代表著巨型短面袋鼠有能力透過單足支持全身體重，適於行走而非跳躍。而較寬的臀部同時也是所有行走物種的共同特徵。
然而，有些研究顯示，巨型短面袋鼠其實可能是有史以來體型最大能跳躍的哺乳動物。但是，也有研究認為最理想的大型跳躍動物體重約落在50至60（110至130磅），體重更重的大型動物如P. goliah在跳躍時可能會導致肌腱斷裂。
2014年，針對P. goliah骨架結構的解剖分析顯示，巨型短面袋鼠為用足尖行走的兩足動物，類似於人科；與在高速移動時進行跳躍、低速移動時使用包括尾巴在內的五肢行走的現存袋鼠有所不同。由於這樣的移動模式，使得牠們變得十分容易被人類獵殺。

#### 食性與臼齒齒式
巨型短面袋鼠與現存的多種袋鼠共同棲息，但是主要以樹及灌木叢的樹葉為食。牠們粗而短的顱骨構造被認為附著有發達的嚼肌，而牙齒上的磨損痕跡則顯示P. goliah是以採食為主。大顆的雙尖牙、小圓齒狀的齒冠、以及巨大的骨質下顎代表P. goliah有能力取食並消化大量的葉片植質。透過穩定同位素的分析，巨型短面袋鼠主要以C4類二氧化碳固定的植物為食；一般來說C4類植物多半為草或其他單子葉植物，但在巨型短面袋鼠的棲息地中，主要的C4類植物食物來源可能為遍布澳洲半乾旱地區的濱藜屬物種。於更新世後半時期，位在乾燥地區的發現大量P. goliah個體（甚至是更新世時期於澳洲分布最廣泛的袋鼠物種）顯示牠們比起其他更新世的粗尾袋鼠亞科袋鼠更能適應乾旱的環境:xvii。然而，類似於東部灰大袋鼠的臼齒形式卻顯示巨型短面袋鼠可能同樣以啃食地面的草維生，這與之前的研究結果相衝突；這代表著在研究已滅絕的草食動物食性上仍有相當的難度。

## 滅絕的可能原因
本屬約於45,000年前絕種，然而有些證據顯示有可能一直到18,000年前才絕種。主要的絕種原因可能為氣候變遷或是人類的過度狩獵。大體型的P. goliah十分仰賴棲息地的水源，這也讓牠們十分容易受到乾旱影響，逐漸乾旱的環境可能導致了牠們的滅絕，而相較之下，體型較小的紅袋鼠則能存活至今。此外棲息於水源地附近開放灌木叢林地的P. goliah，容易與傍水而居的人類有重疊的棲息地，加上牠們較大的體型，被認為可能很容易被人類視為是狩獵的目標。